# Anthelephila klapperichi
Anthelephila klapperichi es una especie de coleóptero de la familia Anthicidae.

## Distribución geográfica
Habita en Taiwán.